# Liten svampsvartbagge
Liten svampsvartbagge (Eledona agricola) är en skalbaggsart som först beskrevs av Herbst 1783.  Liten svampsvartbagge ingår i släktet Eledona, och familjen svartbaggar. Enligt den finländska rödlistan är arten nära hotad i Finland. Arten är reproducerande i Sverige. Artens livsmiljö är naturlundskogar.

## Bildgalleri

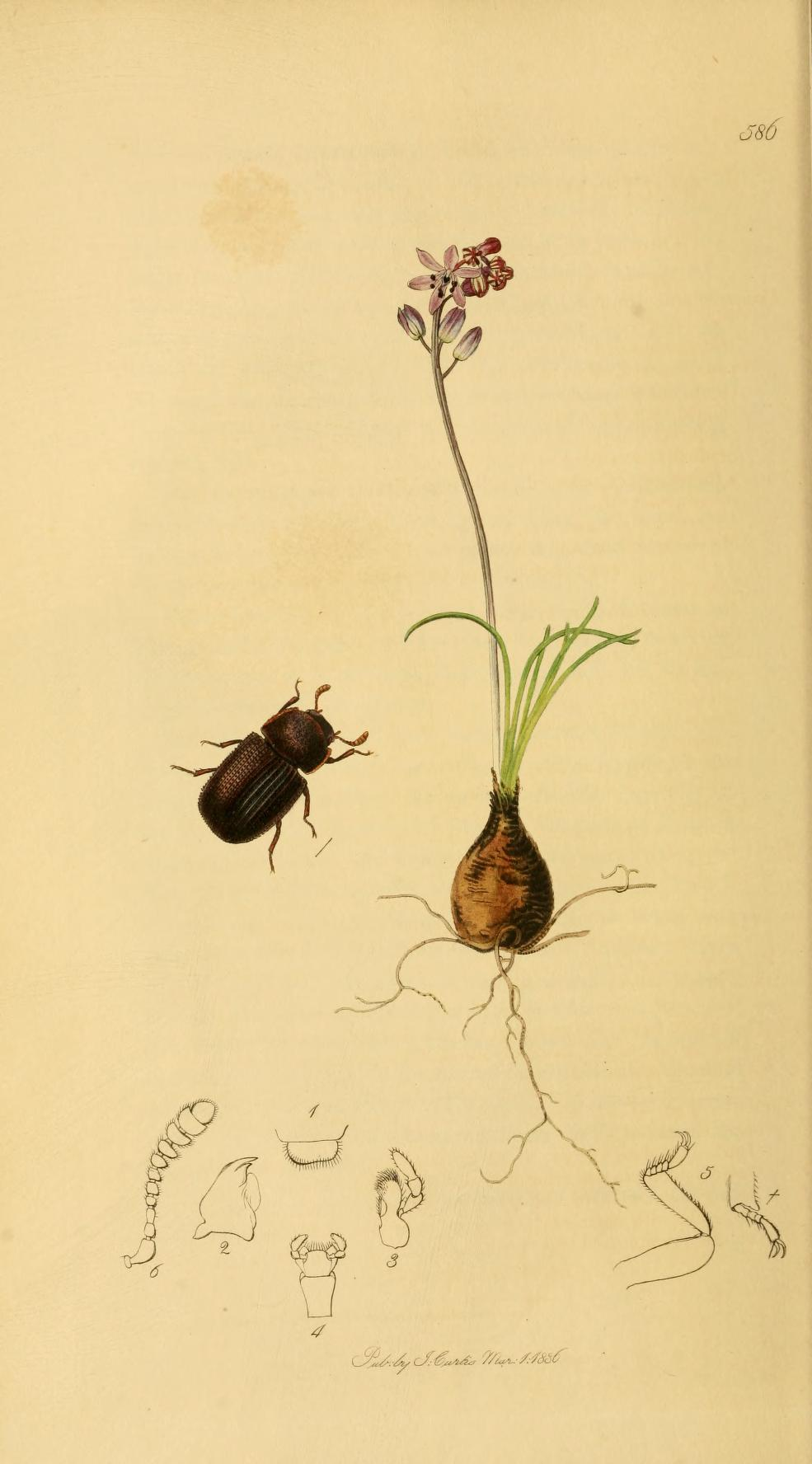